# Sukamaju (Cianjur)
Sukamaju is een bestuurslaag in het regentschap Cianjur van de provincie West-Java, Indonesië. Sukamaju telt 8229 inwoners (volkstelling 2010).